# 新庄街道
新庄街道，是中华人民共和国江苏省无锡市宜兴市下辖的一个乡镇级行政单位。

## 行政区划
新庄街道下辖以下地区：
东氿社区、新塍社区、新庄社区、菱渎村、核心村、洪巷村、苏阳村、王婆村和曹家村。